# Abdoulaye Diagne-Faye
Pour les articles homonymes, voir Diagne et Faye.
Abdoulaye Diagne-Faye (né le 26 février 1978 à Dakar) est un footballeur international sénégalais.
Il a participé à plusieurs Coupes d'Afrique des nations avec l'équipe du Sénégal.

## Carrière
Le 14 juin 2011, il est la première signature de Sam Allardyce dont le club, West Ham, vient d'être relégué en Championship.
Le 23 mai 2014 il est libéré par son club, Hull City. En décembre 2014 il rejoint son ami El-Hadji Diouf à Sabah FA.

## Palmarès
- Champion du Sénégal en 2002 avec l'ASC Jeanne d'Arc